# Inesiosporium longispirale
Inesiosporium longispirale är en svampart som först beskrevs av R.F. Castañeda, och fick sitt nu gällande namn av R.F. Castañeda & W. Gams 1997. Inesiosporium longispirale ingår i släktet Inesiosporium, divisionen sporsäcksvampar och riket svampar.   Inga underarter finns listade i Catalogue of Life.